# Пери Росси, Кристина
Кристина Пери Росси (исп. Cristina Peri Rossi; род. 12 ноября 1941, Монтевидео) — уругвайская писательница, журналистка, переводчица
. Пери Росси является единственной женщиной-писателем, связанной с латиноамериканским бумом — движением, которое обычно ассоциируется с такими авторами, как Габриэль Гарсия Маркес, Марио Варгас Льоса и Карлос Фуэнтес.

## Биография
Дочь потомков итальянских эмигрантов, отец — рабочий, мать — учительница. Закончила столичный университет, сначала изучала биологию, диплом защищала по специальности «сравнительное литературоведение». После военного переворота 1972 года покинула Уругвай, жила в Париже и Берлине, в настоящее время живёт в Барселоне, в 1975 получила испанское гражданство. В Уругвае её имя и произведения в 1973—1985 годах находились под запретом со стороны военной диктатуры.

## Творчество
Книга стихов «Эвоэ!» (1971) вызвала скандал мотивами лесбийской любви. Для самой писательницы любовная тема — это тема политическая, она неотделима от проблематики свободы и прав меньшинства. Наибольшую известность получил роман писательницы «Корабль дураков» (1984). Переводила Бодлера, Мопассана, Клариси Лиспектор и др. Автор монографии о Кортасаре, с которым дружила.

## Произведения

### Стихотворения
- Evohé (1971)
- Descripción de un naufragio (1974)
- Diáspora (1976, премия г. Пальма)
- Lingüística general (1979)
- Europa después de la lluvia (1987)
- Babel bárbara (1991, премия г.Барселона)
- Otra vez Eros (1994)
- Aquella noche (1996)
- Inmovilidad de los barcos (1997)
- Poemas de amor y desamor (1998)
- Las musas inquietantes (1999)
- Estado de exilio (2003)
- Mi casa es la escritura (2006)
- Habitación de hotel (2007)
- Play Station (2008, Международная поэтическая премия Фонда Лёве)

### Новеллы
- Viviendo (1963)
- Los museos abandonados (1968)
- Indicios pánicos (1970)
- La tarde del dinosaurio (1976)
- La rebelión de los niños (1980)
- El museo de los esfuerzos inútiles (1983)
- Una pasión prohibida (1986)
- Cosmoagonías (1988)
- La ciudad de Luzbel y otros relatos (1992)
- Desastres íntimos (1997)
- Por fin solos (2004)
- Cuentos reunidos (2007)
- Habitaciones privadas (2012)
- Los amores equivocados (2015)

### Романы
- El libro de mis p'rimos (1969)
- La nave de los loc'os (1984)
- Solitario de amor (1988)
- La última noche de Dostoievski (1992)
- El amor es una droga dura (1999)
- Todo lo que no te pude decir (2017)

### Эссе
- Fantasías eróticas (1990)
- Acerca de la escritura (1991)
- Julio Cortázar (2000)
- Cuando fumar era un placer (2002)
- Julio Cortázar y Cris (2014)

## Признание
Произведения писательницы переведены на английский, французский, немецкий языки. В 2003 ей была присуждена Международная поэтическая премия Рафаэля Альберти. В 2010 получила Международную премию Марио Варгаса Льосы за неопубликованный сборник новелл «Частные владения» (см.: ).